# Улица Андрея Мельника (Киев)
Улица Андрея Мельника (Киев) — улица в Соломенском районе города Киева, местность Караваевы дачи. Проходит от Гарматной улицы до улицы Николая Голего. Присоединяются улицы Западная, Днестровская, Деснянская к северу от Борщаговской и Татьянинская — к югу, а также Западный переулок.

## История
Улица возникла в 1-й четверти XX века как сочетание улиц: 6-й Дачной (6-й Дачной линии) (с 1955 — Измаильская), проходившей между Гарматной и Борщаговской улицами, и Ленинградской.
Современное название с 2 марта 2023 года в честь украинского военного и политического деятеля, одного из активных участников украинского националистического движения, полковника армии Украинской Народной Республики А. А. Мельника.
В 1958 часть Измаильской улицы — между Гарматной и Высоковольтной (теперь улица Николая Василенко) — присоединена к нынешнему бульвару Вацлава Гавела.
В 1-й половине 1980-х улица, которая к тому времени простиралась до пересечения улиц Вадима Гетьмана и Полевой, сокращена до современных размеров в связи с изменением застройки.